# 喬赫尼亞科塔山 (帕卡赫斯省)
17°52′39″S 68°58′23″W / 17.87750°S 68.97306°W

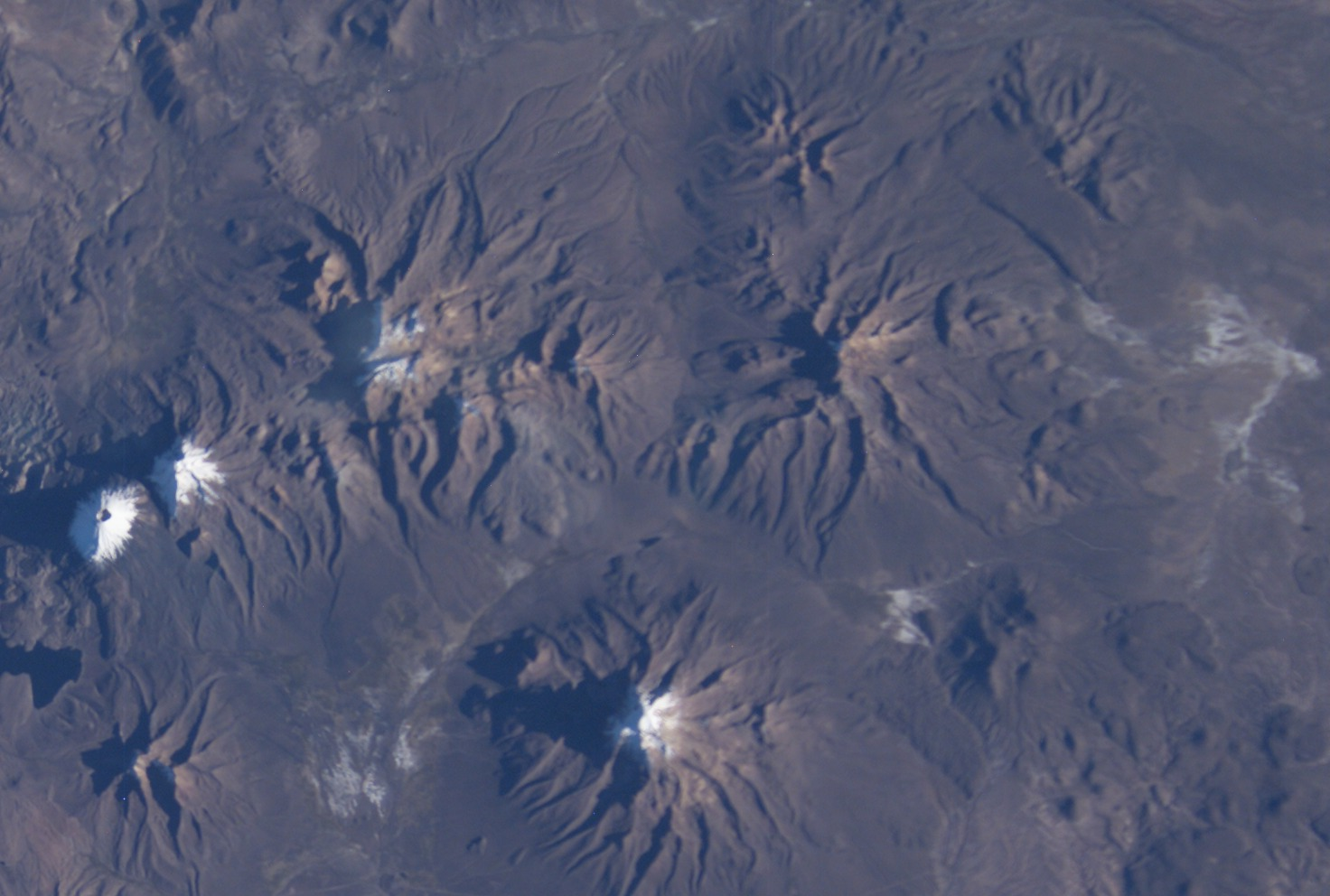

喬赫尼亞科塔山（Ch'uxña Quta），是玻利維亞的山峰，位於該國西部拉巴斯省的帕卡赫斯省，處於薩哈馬火山西北面、薩尼卡瓦山西南面，屬於安第斯山脈的一部分，海拔高度4,952米。